# Integración simbólica
En el cálculo, la integración simbólica es el problema de encontrar una fórmula para la antiderivada, o integral indefinida, de una función, f(x), es decir, encontrar la función diferenciable F(x) de tal manera que:
{\displaystyle {\frac {dF}{dx}}=f(x).}
Esto también se escribe como:
{\displaystyle F(x)=\int f(x)\,dx.}

## Discusión
El término simbólico se usa para distinguir este problema de la integración numérica, en donde el valor de F de una cierta abscisa o cierto conjunto de abscisas, en lugar de una fórmula general para F, se busca.
Ambos problemas tenían importancia práctica y teorética antes de la edad de las computadoras digitales, pero ahora son más del campo de las ciencias de la computación, porque las computadoras se usan lo más frecuentemente para evaluar los instantes individuales hoy día.
Evaluar la derivada de una expresión es un processo directo para cual es fácil crear un algoritmo. La pregunta opuesta de evaluar la integral es mucho más difícil. Muchas expresiones que son relativamente sencillas no tienen integrales que se pueden expresar en una forma cerrada.
Un método que se llama el algoritmo de Risch es capaz de determinar si la integral de una función elemental (función hecha de una cantidad finita de funciones exponenciales, logaritmos, constantes, y radicaciones por composición y combinaciones usando los cuatro operaciones elementales) sea elemental y devolverlo si es verdad. En su forma original, el algoritmo de Risch no era apto para una implementación directa, y su implementación completa se llevaba mucho tiempo. Se implementó por la primera vez en el programa "Reduce". En el caso de funciones transcendentes;James H. Davenport resolvió e implementó el caso de funciones puramente algebraicas en Reduce; Manuel Bronstein resolvió e implementó el caso general en Axiom.
Sin embargo, el algoritmo de Risch sólo se aplica a las  integrales indefinidas y la mayoría de las integrales de interés a los físicos, químicos teoréticos e ingenieros son 'integrales definidas que a menudo están relacionadas con las  Transformadas de Laplace, las Transformadas de Fourier  y las  Transformadas de Mellin. Carente de un algoritmo general, los desarrolladores de los sistemas algebraicos computacionales, han implementado heurísticas basadas en el casamento de patrones y la explotación de funciones especiales, particularmente la función gamma incompleta  Aunque esta estrategia es heurística en vez de algorítmico, Sin embargo, es un método eficaz de resolver muchas integrales definidas encontradas por aplicaciones prácticas de la ingeniería. Los sistemas anteriores tal como Macsyma tenían algunas integrales definidas relacionadas con funciones elementales dentro de una tabla de consulta. Aunque este método particular, que conllevan las derivadas de funciones especiales con respecto a sus parámetros, transformaciones de variables, casamentos de patrones, y otras manipulaciones, fue liderado por los desarrolladores del sistema Maple y luego fueron emulados por Mathematica, Axiom, MuPAD y otros sistemas.

## Ejemplo
Por ejemplo:
{\displaystyle \int x^{2}\,dx={\frac {x^{3}}{3}}+C}
es un resultado simbólico para una integral indefinida (C es una constante de integración), 
{\displaystyle \int _{-1}^{1}x^{2}\,dx=\left[{\frac {x^{3}}{3}}\right]_{-1}^{1}={\frac {1^{3}}{3}}-{\frac {(-1)^{3}}{3}}={\frac {2}{3}}}
es un resultado simbólico para una integral definida, y
{\displaystyle \int _{-1}^{1}x^{2}\,dx\approx 0,6667}
es un resultado numérico para la misma integral definida.